# As-Sawa (Dajr az-Zaur)
As-Sawa (arab. الصعوة) – miejscowość w Syrii, w muhafazie Dajr az-Zaur. W 2004 roku liczyła 3757 mieszkańców.